# Moskovskie vorota
Moskovskie vorota (in russo:Московские ворота) è una stazione della Linea Moskovsko-Petrogradskaja, la Linea 2 della Metropolitana di San Pietroburgo. È stata inaugurata il 29 aprile 1961.